# Supercopa Francesa de Voleibol Masculino
A Supercopa Francesa de Voleibol Masculino é uma competição anual organizada pela Ligue Nationale de Volley (LNV). É disputada entre o vencedor do Campeonato Francês e da Copa da França.

## Histórico
Foi criada em 2004 para as equipes masculinas, tendo o Paris Volley como campeão da edição estreante. A competição teve uma interrupção de 2007 a 2011. Relançada em 2012, viu a criação da versão feminina em dezembro de 2015. Em 2018, a Ligue Nationale de Volley (LNV) decide não organizar mais a competição, retornando a sediá-la novamente em 2021.
Esta competição em jogo único é disputada antes do primeiro jogo da temporada regular.

## Resultados
| SUPERCOPA FRANCESA DE VOLEIBOL MASCULINO       | SUPERCOPA FRANCESA DE VOLEIBOL MASCULINO | SUPERCOPA FRANCESA DE VOLEIBOL MASCULINO | SUPERCOPA FRANCESA DE VOLEIBOL MASCULINO  | SUPERCOPA FRANCESA DE VOLEIBOL MASCULINO | SUPERCOPA FRANCESA DE VOLEIBOL MASCULINO |
| Edição                                         | Edição                                   | Final                                    | Final                                     | Final                                    |                                          |
| Ano                                            | Sede                                     | Campeão                                  | Resultado                                 | Vice-campeão                             |                                          |
| ---------------------------------------------- | ---------------------------------------- | ---------------------------------------- | ----------------------------------------- | ---------------------------------------- | ---------------------------------------- |
| 2004 Detalhes                                  | Orleães                                  | Paris Volley                             | 3 – 1 (25–11, 23–25, 29–27, 25–19)        | Tours Volley-Ball                        |                                          |
| 2005 Detalhes                                  | Tours                                    | Tours Volley-Ball                        | 3 – 0 (26–24, 25–18, 25–16)               | AS Cannes                                |                                          |
| 2006 Detalhes                                  | Tours                                    | Paris Volley                             | 3 – 0 (25–18, 25–20, 25–19)               | Tours Volley-Ball                        |                                          |
| De 2007 a 2011 a competição não foi realizada. |                                          |                                          |                                           |                                          |                                          |
| 2012 Detalhes                                  | Tours                                    | Tours Volley-Ball                        | 3 – 1 (28–30, 25–16, 25–17, 25–16)        | Rennes Volley 35                         |                                          |
| 2013 Detalhes                                  | Tours                                    | Paris Volley                             | 3 – 2 (25–21, 25–20, 22–25, 24–26, 15–13) | Tours Volley-Ball                        |                                          |
| 2014 Detalhes                                  | Paris                                    | Tours Volley-Ball                        | 3 – 2 (26–24, 22–25, 25–19, 23–25, 15–13) | Paris Volley                             |                                          |
| 2015 Detalhes                                  | Paris                                    | Tours Volley-Ball                        | 3 – 1 (27–25, 27–29, 25–21, 25–20)        | Paris Volley                             |                                          |
| 2016 Detalhes                                  | Ajaccio                                  | GFCO Ajaccio                             | 3 – 2 (23–25, 27–25, 21–25, 25–20, 18–16) | Paris Volley                             |                                          |
| 2017 Detalhes                                  | Mulhouse                                 | Chaumont Volley-Ball 52                  | 3 – 1 (16–25, 25–23, 25–13, 25–20)        | GFCO Ajaccio                             |                                          |
| De 2018 a 2020 a competição não foi realizada. |                                          |                                          |                                           |                                          |                                          |
| 2021 Detalhes                                  | Chaumont                                 | Chaumont Volley-Ball 52                  | 3 – 0 (25–20, 27–25, 30–28)               | AS Cannes                                |                                          |
| 2022 Detalhes                                  | Chaumont                                 | Montpellier HSC                          | 3 – 1 (25–19, 23–25, 25–21, 30–28)        | Chaumont Volley-Ball 52                  |                                          |
| 2023 Detalhes                                  | Tours                                    | Tours Volley-Ball                        | 3 – 1 (27–29, 25–19, 25–21, 25–23)        | Chaumont Volley-Ball 52                  |                                          |
| 2024 Detalhes                                  | Rezé                                     | Montpellier HSC                          | 3 – 2 (25–17, 34–36, 18–25, 25–17, 15–13) | Saint-Nazaire VBA                        |                                          |

Fonte: «LesSports» (em espanhol, francês, inglês, italiano, e neerlandês)

## Títulos por equipe
| Equipe                  | Títulos | Edições                      |
| ----------------------- | ------- | ---------------------------- |
| Tours Volley-Ball       | 5       | 2005, 2012, 2014, 2015, 2023 |
| Paris Volley            | 3       | 2004, 2006, 2013             |
| Chaumont Volley-Ball 52 | 2       | 2017, 2021                   |
| Montpellier HSC         | 2       | 2022, 2024                   |
| GFCO Ajaccio            | 1       | 2016                         |